# Lars Lendrop
Lars Gustaf Lendrop, född 10 december 1917 i Göteborg, död 13 februari 2005 i Höllviken, var en svensk hotell- och restauranginnehavare.

## Biografi
Lars Lendrops far Fritz Lendrop drev flera krogar i Malmö, bland andra Continental. Även farfadern Lars Jönsson var i livsmedelsbranschen, som charkuterist. Lars Lendrop började på restaurangskola i Stockholm 1934 samtidigt som han arbetade som smörgåsnisse på Operakällaren. Därefter följde arbete som servitör på The Savoy hotel i London, utbildning på hotell- och restaurangskola i Lausanne i Schweiz och arbete på hotell Ritz i Paris 1938-1939. Åter i Sverige arbetade han som servitör i Jönköping och Göteborg.
1944 tog Lars och fadern Fritz Lendrop över hotell och restaurang Savoy i Malmö. De drev Savoy gemensamt fram till 1958 då Lars blev ensam ägare. På 1960-talet och framåt ägde eller arrenderade Lars Lendrop ytterligare ett antal krogar:
- 1944-1983 Savoy
- 1960-1968 Falsterbohus
- 1964-1982 Skanörs Gästgifvaregård
- 1967-1986 Kockska krogen i Malmö. Krogen var hans egen skapelse, de andra hade han övertagit.
- 1969-1971 Restaurang Stäket i Lund

Några år på 1960-talet var han dessutom delägare i en krog i London.
- 1964 bildade Lars Lendrop sällskapet Ölhäfvarne som brukade träffas på Savoy.[2]
- 1996 instiftade Sveriges hotell- och restaurangföretagare sin Hall of Fame, en utmärkelse för att ”hedra personer inom besöksnäringen som gjort exceptionella och bestående insatser för näringen”. Lars Lendrop fick motta utmärkelsen detta år tillsammans med bland andra Tore Wretman.[3]
- När Skånetrafiken 2019 namngav nya pågatåg blev ett av namnen Lars Lendrop.[4]

## ”Restaurateur”, inte kock
Lars Lendrop var utbildad på restaurangskolor i Stockholm och Lausanne men ville själv inte stå vid spisen. ”Vända en biff kan jag väl, men jag har aldrig varit intresserad av själva lagandet. Mitt tålamod räcker inte till…”. Det var i stället organiserandet och inte minst mötet med gästen som drev honom. Han var en idérik företagsledare även om han hellre kallade sig restaurateur. Det klassiska franska köket låg honom varmt om hjärtat men också svensk husmanskost (”Får jag välja mellan ostron och gåslever så tar jag raggmunk med lingon”).  Lars Lendrop kallade den franske kocken Auguste Escoffier för sin husgud.